# قصائد (أجاثا كريستي)
قصائد (بالإنجليزية: Poems) هي ثاني اثنين من الدواوين الشعرية لكاتبة الجريمة والغموض أجاثا كريستي، الأول هو شارع الأحلام والذي نُشر في يناير (كانون الثاني) عام 1925. أما هذا الكتاب فنُشر في أكتوبر 1973 في نفس وقت رواية نوازل القدر، آخر عمل روائي لها، وينقسم الكتاب إلى مجلدين المجلد الأول يحتل أكثر من نصف الكتاب